# Chevroux (Ain)
Chevroux és un municipi francès situat al departament de l'Ain i a la regió d'Alvèrnia-Roine-Alps. L'any 2007 tenia 847 habitants.

## Demografia

### Població
El 2007 la població de fet de Chevroux era de 847 persones. Hi havia 304 famílies de les quals 66 eren unipersonals (23 homes vivint sols i 43 dones vivint soles), 78 parelles sense fills, 152 parelles amb fills i 8 famílies monoparentals amb fills.
La població ha evolucionat segons el següent gràfic:
Habitants censats

### Habitatges
El 2007 hi havia 335 habitatges, 306 eren l'habitatge principal de la família, 10 eren segones residències i 19 estaven desocupats. 323 eren cases i 12 eren apartaments. Dels 306 habitatges principals, 255 estaven ocupats pels seus propietaris, 47 estaven llogats i ocupats pels llogaters i 5 estaven cedits a títol gratuït; 5 tenien dues cambres, 31 en tenien tres, 103 en tenien quatre i 167 en tenien cinc o més. 253 habitatges disposaven pel capbaix d'una plaça de pàrquing. A 97 habitatges hi havia un automòbil i a 192 n'hi havia dos o més.

### Piràmide de població
La piràmide de població per edats i sexe el 2009 era:
| Homes | Edats   | Dones |
| ----- | ------- | ----- |
| 0     | 95 o +  | 0     |
| 0     | 90 a 94 | 4     |
| 4     | 85 a 89 | 4     |
| 8     | 80 a 84 | 4     |
| 4     | 75 a 79 | 4     |
| 12    | 70 a 74 | 28    |
| 16    | 65 a 69 | 24    |
| 12    | 60 a 64 | 12    |
| 8     | 55 a 59 | 16    |
| 24    | 50 a 54 | 8     |
| 32    | 45 a 49 | 28    |
| 36    | 40 a 44 | 24    |
| 16    | 35 a 39 | 20    |
| 24    | 30 a 34 | 32    |
| 8     | 25 a 29 | 16    |
| 16    | 20 a 24 | 20    |
| 32    | 15 a 19 | 32    |
| 20    | 10 a 14 | 28    |
| 32    | 5 a 9   | 16    |
| 12    | 0 a 4   | 16    |

## Economia
El 2007 la població en edat de treballar era de 532 persones, 443 eren actives i 89 eren inactives. De les 443 persones actives 420 estaven ocupades (239 homes i 181 dones) i 24 estaven aturades (8 homes i 16 dones). De les 89 persones inactives 29 estaven jubilades, 29 estaven estudiant i 31 estaven classificades com a «altres inactius».

### Ingressos
El 2009 a Chevroux hi havia 321 unitats fiscals que integraven 891 persones, la mediana anual d'ingressos fiscals per persona era de 17.816 €.

### Activitats econòmiques
Dels 24 establiments que hi havia el 2007, 2 eren d'empreses alimentàries, 5 d'empreses de fabricació d'altres productes industrials, 6 d'empreses de construcció, 3 d'empreses de comerç i reparació d'automòbils, 1 d'una empresa de transport, 2 d'empreses d'hostatgeria i restauració, 1 d'una empresa financera, 3 d'empreses de serveis i 1 d'una entitat de l'administració pública.
Dels 10 establiments de servei als particulars que hi havia el 2009, 2 eren tallers de reparació d'automòbils i de material agrícola, 1 paleta, 2 guixaires pintors, 1 fusteria, 1 lampisteria, 1 electricista i 2 restaurants.
L'únic establiment comercial que hi havia el 2009 era una fleca.
L'any 2000 a Chevroux hi havia 42 explotacions agrícoles que ocupaven un total de 1.496 hectàrees.

## Equipaments sanitaris i escolars
El 2009 hi havia una escola elemental.

## Poblacions més properes
El següent diagrama mostra les poblacions més properes.